# Liste der Kulturdenkmale in Neuensalz
In der Liste der Kulturdenkmale in Neuensalz sind die Kulturdenkmale der sächsischen Gemeinde Neuensalz verzeichnet, die bis Juli 2019 vom Landesamt für Denkmalpflege Sachsen erfasst wurden (ohne archäologische Kulturdenkmale). Die Anmerkungen sind zu beachten.
Diese Aufzählung ist eine Teilmenge der Liste der Kulturdenkmale im Vogtlandkreis.

## Neuensalz
| Bild                                    | Bezeichnung                                       | Lage                                       | Datierung                                                                  | Beschreibung | ID       |
| --------------------------------------- | ------------------------------------------------- | ------------------------------------------ | -------------------------------------------------------------------------- | --- | -------- |
| Direkt Bild zu diesem Denkmal hochladen | Sachgesamtheit Friedhof Neuensalz                 | (Flurstücke 40/2, 41/2) (Karte)            | 1959 (Friedhof); 19. Jahrhundert (Trog); bezeichnet mit 1959 (Gedenkstein) | Sachgesamtheit Friedhof Neuensalz, mit den Sachgesamtheitsteilen: Friedhofskapelle, kleinem Nebengebäude, Einfriedung, Gedenkstein für die Neuanlage des Friedhofes, Grabstein des Gasthofbesitzers Rudolf Meyer und Wassertrog; baugeschichtliche, gartenkünstlerische und besondere regionalgeschichtliche Bedeutung. Mit Überflutung von Altensalz beim Bau der Talsperre Pöhl musste der Friedhof neu angelegt werden, Neuanlage nach Entwurf des Architekten Brinkkötter, der die Grünanlage und die Baulichkeiten plante, nach gleichem Entwurf entstanden die Friedhöfe Thoßfell und Jocketa, großzügige gärtnerische Anlage mit Kieswegen mit Einfassung durch Theumaer Schieferplatten, Wege mit Theumaer Schieferplatten, Böschungsmauern und Treppe ebenfalls aus Theumaer Schiefer. - Friedhofskapelle: eingeschossiger Putzbau auf rechteckigem Grundriss mit Sockelverkleidung aus Theumaer Schiefer, an jeder Traufseite je drei schmale hohe Segmentbogenfenster, giebelseitig Eingang mit zweiflügeliger Holztür mit Glaseinsätzen, geschwungenes Betondach über dem Eingang, darüber Sgraffito (Baum pflanzendes Mädchen), neben Kapelle kleines Nebengebäude in gleicher Bauweise, nahe der Kapelle Gedenkstein mit Inschrift: „1959/ZUM/GEDENKEN/DER ÜBER/FÜHRTEN/VERSTOR/BENEN AUS/DEM EHEMA/LIGEN KIRCH/FRIEDHOF/ALTENSALZ“ - Anlage in verschiedene Grabfelder unterteilt mit Baumgruppen, Solitärgehölzen und Hecken, Grabstein 1929 für Gasthofbesitzer Rudolph Meyer umgesetzt vom alten Friedhof - Granitwassertrog: vermutlich aus ehemaligem Bauernhof stammend - Einfriedung: teilweise Bruchsteinmauern aus Theumaer Schiefer mit Begrünung, Holzzaun, Eisentor und Pforte | 09247858 |
| Weitere Bilder                          | Steinkreuz                                        | Alte Plauener Straße 5 (gegenüber) (Karte) | 15./16. Jahrhundert                                                        | Heimatgeschichtlich von Bedeutung | 09232453 |
| Direkt Bild zu diesem Denkmal hochladen | Wohnhaus                                          | Alte Plauener Straße 11 (Karte)            | Um 1900                                                                    | Rote Klinkerfassade, originale Eingangstür mit Gitter, baugeschichtliche Bedeutung. Eingeschossig, gelbe Klinkergliederung, Zwerchhaus mit zweiachsiger Fenstergliederung. | 09232434 |
| Direkt Bild zu diesem Denkmal hochladen | Wohnhaus                                          | Alte Theumaer Straße 2 (Karte)             | Um 1900                                                                    | Klinkerfassade, baugeschichtliche und womöglich ortsgeschichtliche Bedeutung. Eventuell Poststationshaus, hellrote Klinker, ein Geschoss, Zwerchhaus mit Giebel, Satteldach, Rundbogenfenster, Kreisöffnungen, Drempelgeschoss. | 09232934 |
| Weitere Bilder                          | Meilenstein                                       | Alte Theumaer Straße 2 (vor) (Karte)       | 19. Jahrhundert                                                            | Königlich-Sächsischer Meilenstein, verkehrsgeschichtlich von Bedeutung, Sandstein mit gusseiserner vergoldeter Krone | 09232454 |
| Direkt Bild zu diesem Denkmal hochladen | Wohnhaus                                          | Alte Theumaer Straße 4 (Karte)             | Um 1900                                                                    | Klinkerbau mit hölzernen Schwebegiebeln, Anklänge an den Schweizer Stil, baugeschichtliche Bedeutung. Eingeschossig, Dachgeschoss, Sockel Polygonalmauerwerk aus Granitstein, Eckquaderung Sandstein-Kunststein, erstes Obergeschoss Wandflächen roter Klinker, Ecklisenen und Bänder (Sohlbänke, Kämpfer), dunkelroter Klinker, Fenstergewände aus Formsteinziegel in Stabform, Sturz und Sohlbank aus Stein, Mittelrisalit zweiachsig, Giebelseite und Risalit mit hölzernem Schwebegiebeln, Schweizer Stil, Satteldach, Gaupen, Tür mit Türflügeln und schmalem Oberlicht und schmiedeeisernen Gittern. | 09232437 |
| Weitere Bilder                          | Kapelle mit Ausstattung                           | Altensalzer Straße 2 (Karte)               | Ab 12. Jahrhundert                                                         | Saalbau mit kleinem Dachreiter, ortsgeschichtlich und baugeschichtlich von Bedeutung. Erster Bau Mitte 12. Jahrhundert vom Deutschritterorden, Umgestaltung ab 1702, 1854–1856 neugotischer Umbau, nach 1945 verfallen, 1987 Beendigung der Rekonstruktion nach Plänen von 1856. Kleiner, fast quadratischer verputzter Bruchsteinbau mit geradem Chorabschluss und seitlichem Sakristeianbau, altdeutsch schiefergedecktes Satteldach mit verbrettertem Giebel, darüber kleines oktogonales Glockentürmchen mit geschweifter Haube und Wetterfahne. | 09232441 |
|                                         | Steinkreuz                                        | Altensalzer Straße 2 (vor) (Karte)         | 15./16. Jahrhundert                                                        | Heimatgeschichtlich von Bedeutung Granit | 09232935 |
|                                         | Pferdetränke eines ehemaligen Rittergutes         | Altensalzer Straße 2 (vor) (Karte)         | Bezeichnet mit 1744                                                        | Heimatgeschichtlich von Bedeutung, Granit | 09232440 |
| Direkt Bild zu diesem Denkmal hochladen | Straßenbrücke über den Rabenbach                  | Burgweg (Karte)                            | Um 1900                                                                    | Bogenbrücke mit Wangen aus Naturstein, verkehrstechnisches Denkmal | 09232444 |
| Direkt Bild zu diesem Denkmal hochladen | Denkmal für die Gefallenen des Ersten Weltkrieges | Hauptstraße 16 (neben) (Karte)             | 1922                                                                       | Ortsgeschichtliche Bedeutung. Gestuftes Postament, darauf flache Stele mit pyramidalem Abschluss, Frontfläche als Schrifttafel auf Putznutung mit Eisernem Kreuz, Inschrift: „Ihren im 1. Weltkrieg gefallenen Söhnen Ihre dankbare Gemeinde Neuensalz“, angelehnt schwarze Steintafel mit Inschrift „Die Toten mahnen“, davor an der Straße Eichen. | 09232443 |
| Direkt Bild zu diesem Denkmal hochladen | Wohnstallhaus mit Scheune                         | Hauptstraße 30 (Karte)                     | Mitte 19. Jahrhundert                                                      | Wohnstallhaus Putzbau, ehemaliges Zollhaus, ortsgeschichtliche Relevanz. - Wohnstallhaus: zweigeschossig, Sockel Bruchstein mit Diabas gemischt und teilweise Ziegel, Fenster- und Türgewände Granit, auf straßenseitigem Giebel originale Fenstergewände aus Holz, Obergeschoss Fachwerk verputzt, Ziegelmischbauweise verputzt, Krüppelwalmdach, Dachgauben verschiefert, teilweise originale Fenster, im Stall preußische Kappengewölbe, Wohnteil eventuell erneuert - Scheune: verbrettert, mit Satteldach | 09232445 |
| Direkt Bild zu diesem Denkmal hochladen | Straßenbrücke über den Rabenbach                  | Schönauer Straße (Karte)                   | 1. Hälfte 19. Jahrhundert                                                  | Bruchstein-Bogenbrücke, verkehrstechnisches Denkmal, mit schmiedeeiserner Armierung | 09232446 |
|                                         | Schulbau                                          | Schulweg 10 (Karte)                        | Bezeichnet mit 1900                                                        | Historisierende Klinkerfassade, von baugeschichtlicher und ortsgeschichtlicher Bedeutung. Zweigeschossig mit Mittelrisalit, Walmdach mit altdeutscher Schieferdeckung, Sockelgeschoss verputzt mit Steinputz, Kellerfenstergewände aus Granit, Fenster im Erdgeschoss neu, im ersten Obergeschoss original, Gurtgesims mit Kehle und Blechabdeckung, Fenster allgemein mit Steinputz, gekehlt, Verdachung segmentbogenförmig, farbig abgesetzt mit braun glasierten und gelben Klinkersteinen im Erdgeschoss, im ersten Obergeschoss gerade Verdachungen, originales Portal, Hauseingang mit hölzernen Türflügeln und hohem Oberlicht, Kleeblattschmuckfeldumrahmung für Reliefschmuck. Innen: originales schmiedeeisernes Treppengeländer, Granitstufen und Fußbodenfliesen. Im Mittelrisalit-Giebel kunstvoller schmiedeeiserner Anker, Schulvorplatz mit altem Baumbestand (Linden). | 09232442 |

## Altensalz
| Bild                                    | Bezeichnung                                                          | Lage                                                                        | Datierung                                | Beschreibung | ID       |
| --------------------------------------- | -------------------------------------------------------------------- | --------------------------------------------------------------------------- | ---------------------------------------- | --- | -------- |
| Weitere Bilder                          | Autobahnbrücke über die Talsperre Pöhl                               | (Flurstücke 2/2, 20/4; Gemarkung Thoßfell, Flurstücke 750/2, 750/4) (Karte) | 1930er Jahre                             | Technisches Denkmal von Seltenheitswert, Bogenbrücke aus Schiefer, Diabas | 09232452 |
| Direkt Bild zu diesem Denkmal hochladen | Kriegerdenkmal für die Gefallenen des Ersten und Zweiten Weltkrieges | Dorfstraße 5 (vor) (Karte)                                                  | 1926                                     | Ortsgeschichtlich von Bedeutung, Granit mit Tafeln aus Schiefer. - Inschrift Tafel 1: „Im Weltkriege erlitten den Tod für's Vaterland ...“ (und sechs Namen mit Daten) - Inschrift Tafel 2: „1939 – 1945 ...“ (und acht Namen) | 09232450 |
|                                         | Gasthof                                                              | Dorfstraße 7 (Karte)                                                        | Bezeichnet mit 1716                      | Mit Fachwerkobergeschoss und Granitportal, baugeschichtliche und ortsgeschichtliche Bedeutung. Zweigeschossig, Erdgeschoss und Sockel massiv und verputzt, Eingangsportal mit geohrtem Gewände aus Granit (bezeichnet mit „AHM 1716“), Obergeschoss Fenstergewände aus Holz, Walmdach mit Eternitdeckung, Saalanbau mit vergrößerten Fenstern und neuer Verbretterung des Fachwerks im Obergeschoss. | 09232448 |
| Weitere Bilder                          | Kirche (mit Ausstattung), Kirchhof mit Einfriedung                   | Dorfstraße 10 (Karte)                                                       | Im Kern 1214; 14. Jahrhundert und später | Saalbau mit dreiseitigem Ostschluss und Südturm, von ortsgeschichtlicher und baugeschichtlicher Bedeutung. Verputzter Bruchsteinbau mit dreiseitigem Ostschluss, Strebepfeilern, Rund- und Spitzbogenfenstern und wuchtig hohem Turm über quadratischem Grundriss an der Südseite und schlankem Spitzhelm, Satteldach mit altdeutscher Schieferdeckung und Gaupen, Marienfigur und Hl. Barbara.      | 09232449 |
| Direkt Bild zu diesem Denkmal hochladen | Wohnstallhaus eines Bauernhofes                                      | Dorfstraße 13 (Karte)                                                       | Wahrscheinlich 18. Jahrhundert           | Obergeschoss Fachwerk, baugeschichtliche Bedeutung. Erdgeschoss massiv (verändert), Obergeschoss-Konstruktion weitgehend intakt, ursprüngliches Wand-Öffnungs-Verhältnis, steiles Satteldach mit Schieferdeckung. | 09302173 |
| Direkt Bild zu diesem Denkmal hochladen | Wohnstallhaus eines Bauernhofes                                      | Dorfstraße 19 (Karte)                                                       | Vor 188?                                 | Obergeschoss Fachwerk verputzt, Strukturbestandteil des Ortskerns, unter anderem baugeschichtliche Bedeutung, intaktes Wand-Öffnungs-Verhältnis | 09302175 |
| Direkt Bild zu diesem Denkmal hochladen | Wohnhaus                                                             | Dorfstraße 20 (Karte)                                                       | Bezeichnet mit 1796                      | Ländliches Wohnhaus, Obergeschoss Fachwerk, Granitportal, Strukturbestandteil des Ortskerns, baugeschichtliche Bedeutung. Erdgeschoss teilweise Bruchstein, Klinkersockel, Erdgeschoss Fenster mit Granitsockel, Türgewände geohrt, Obergeschoss Fenstergewände aus Holz, Fachwerk verputzt, Fenster denkmalgerecht saniert, Satteldach, straßenabgewandter Giebel Fachwerk freigelegt.              | 09232451 |
| Direkt Bild zu diesem Denkmal hochladen | Wohnstallhaus eines Bauernhofes                                      | Dorfstraße 22 (Karte)                                                       | Um 1800                                  | Obergeschoss Fachwerk, Strukturbestandteil des Ortskerns, baugeschichtliche Bedeutung. Erdgeschoss massiv, geglättet, aber Holzkonstruktion intakt, steiles Satteldach. | 09302174 |

## Gansgrün
| Bild                                    | Bezeichnung                           | Lage                 | Datierung            | Beschreibung | ID       |
| --------------------------------------- | ------------------------------------- | -------------------- | -------------------- | --- | -------- |
| Direkt Bild zu diesem Denkmal hochladen | Kilometerstein                        | Dorfstraße (Karte)   | 19. Jahrhundert      | Verkehrsgeschichtliche Bedeutung, stark verwittert, Schrift schwer zu entziffern, Granit über quadratischem Grundriss                             | 09232459 |
| Direkt Bild zu diesem Denkmal hochladen | Herrenhaus des ehemaligen Rittergutes | Dorfstraße 1 (Karte) | Kern 18. Jahrhundert | Orts- und baugeschichtliche Bedeutung, dreigeschossiger massiver Putzbau, zu DDR-Zeit Fassade geglättet, flaches Walmdach, kleiner Dreiecksgiebel | 09302176 |

## Mechelgrün
| Bild                                    | Bezeichnung                                                                                | Lage                                    | Datierung                         | Beschreibung | ID       |
| --------------------------------------- | ------------------------------------------------------------------------------------------ | --------------------------------------- | --------------------------------- | --- | -------- |
| Weitere Bilder                          | Abraumhalden des Wismutbergbaus                                                            | (Flurstück 439/17) (Karte)              | Um 1950–1970                      | Technikgeschichtliche, ortshistorische und landschaftsgestaltende Bedeutung. Zwei begrünte Spitzkegelhalden, Höhe von Mechelgrün 491 m ü. NN, 74 m hoch, Uranabbau der SDAG Wismut. | 09232509 |
| Direkt Bild zu diesem Denkmal hochladen | Wohnhaus (mit Wäschemangel im Keller) und Hofgebäude (ehemalige Stickerei)                 | Falkensteiner Straße 3 (Karte)          | Um 1902 laut Auskunft             | Wohnhaus historisierende Klinkerfassade, baugeschichtliche und sozialgeschichtliche Bedeutung. - Mietshaus: zwei Geschosse, rote Klinkerfassade mit Kunststeingewände und gerader Fensterverdachung, Satteldach mit altdeutscher Schieferdeckung, Theumaer Schiefersockel, Keller (preußische Kappen) mit Wäschemangel (Kaltmangel der Firma Paul Thiele) - Hofgebäude als Stickerei gebaut                                                                                             | 09232510 |
|                                         | Kriegerdenkmal für die Gefallenen des Ersten Weltkrieges                                   | Falkensteiner Straße 17 (neben) (Karte) | 1922                              | Alte Ortslage Zschockau, ortsgeschichtlich von Bedeutung. Stein mit Inschrift: „Mechelgrün und Zschockau / ihren gefallenen Helden ...“ (und 22 Namen mit Daten). | 09232515 |
| Weitere Bilder                          | Drei Pechpfannen                                                                           | Raumweg (Karte)                         | 19. Jahrhundert                   | Granittröge zur Gewinnung von flüssigem Pech, heimatgeschichtlich von Bedeutung. 94 cm × 94 cm × 42 cm, 94 cm × 94 cm × 32 cm, 94 cm × 93 cm × 35 cm, sämtlich 1984 restauriert. Gelegen am Graben der Wasserschlossruine. | 09232512 |
| Weitere Bilder                          | Ehemaliges Wasserschloss (heute Ruine) mit umgebendem Teichsystem                          | Raumweg (Karte)                         | Ab 13. Jahrhundert; 1670 (Neubau) | Ortshistorische und wissenschaftliche Bedeutung. Seit 1298–1728 Herren von Tettau, 1670 Neubau (rechteckiger Grundriss) mit Einbeziehung von zwei Türmen des Vorgängerbaus, 1840 Teilabbruch und Neubau an der Nordseite, 1946 weiterer Abbruch, 1956 erneuert, seit 1960 ruinös. | 09232511 |
| Direkt Bild zu diesem Denkmal hochladen | Wohnmühlenhaus eines Mühlengehöfts, mit technischer Ausstattung und Resten des Wasserbaues | Theumaer Straße 2 (Karte)               | 1722 und später                   | Obergeschoss Fachwerk verbrettert, technikgeschichtliche und ortsgeschichtliche Bedeutung. Wassergraben verrohrt, teilweise Mühlgraben erhalten, Mühle Ziegelbau, Wohnhaus Lehm und Fachwerk-Obergeschoss mit Lehmstaken, Portal Granitgewände mit Inschrift, Satteldach altdeutsche Schieferdeckung, Transmission mit gusseisernen Halterungen und Lederriemen, Elevator, Haferquetsche, Schrotmühle mit Transmission, Greifarm für Mahlsteine. Letzte von ehemals drei Mühlen im Ort. | 09232514 |

## Thoßfell
| Bild                                    | Bezeichnung | Lage                                                                         | Datierung                                  | Beschreibung | ID       |
| --------------------------------------- | --- | ---------------------------------------------------------------------------- | ------------------------------------------ | --- | -------- |
| Weitere Bilder                          | Wegestein | Alte Treuener Straße (Karte)                                                 | Ende 19. Jahrhundert                       | Granitwegweiser, verkehrsgeschichtlich von Bedeutung. Inschrift: „Pfaffengrün, Treuen, Gospersgrün“. | 09232498 |
| Weitere Bilder                          | Meilenstein | Alte Treuener Straße (Karte)                                                 | Mitte 19. Jahrhundert                      | Königlich-Sächsischer Meilenstein, Denkmal der Verkehrsgeschichte, Meilenstein aus Granit | 09232501 |
| Weitere Bilder                          | Meilenstein | Alte Treuener Straße (Karte)                                                 | Mitte 19. Jahrhundert                      | Königlich-Sächsischer Meilenstein, Denkmal der Regional- und Verkehrsgeschichte, in Sandstein, bis auf verwitterte Inschrift gut erhalten, 1992 neue Farbe und Krone | 09232500 |
| Weitere Bilder                          | Sühnekreuz | Alte Treuener Straße (Karte)                                                 | 15./16. Jahrhundert                        | Mit eingeritzter Axt, ortsgeschichtlich von Bedeutung, Granit, 58 × 100 × 20 cm | 09232499 |
|                                         | Wirtschaftshof des ehemaligen Rittergutes, bestehend aus zwei großen Wirtschaftsgebäuden, zwei Einfriedungen jeweils mit Toreinfahrt und Pforte (Einzeldenkmale zu ID-Nr. 09232502) | Hauptstraße 2, 2a, 2b, 2c (Karte)                                            | 18. Jahrhundert (Wirtschaftsgebäude)       | Einzeldenkmale der Sachgesamtheit Rittergut Thoßfell; stattliche Putzbauten, regionalhistorische und wissenschaftliche Bedeutung | 09232516 |
|                                         | Kriegerdenkmal für die Gefallenen des Ersten Weltkrieges | Hauptstraße 21 (gegenüber) (Karte)                                           | Nach 1918                                  | Ortsgeschichtlich von Bedeutung. Granit und Theumaer Schiefer, mit Brunnen, darüber Inschrift, und Namenstafeln links und rechts. | 09232504 |
| Direkt Bild zu diesem Denkmal hochladen | Taubenhaus eines Bauernhofes | Hauptstraße 23 (Karte)                                                       | 19. Jahrhundert                            | Holzkonstruktion, volkskundliche Bedeutung. Zwei Ständer, Satteldach, reine Holzbauweise, Hof 1762 angelegt. | 09232503 |
|                                         | Torhaus (Einzeldenkmal zu ID-Nr. 09232502) | Zur Rodelbahn 2, 2b (Karte)                                                  | Ende 19. Jahrhundert, Kern 18. Jahrhundert | Einzeldenkmal der Sachgesamtheit Rittergut Thoßfell; regionalhistorische und wissenschaftliche Bedeutung. Putzfassade, Segmentbogendurchfahrt und Zwerchhaus mit Drillingsfenster, zwei Geschosse, Erdgeschoss Stall, Satteldach (saniert). | 09232516 |
| Direkt Bild zu diesem Denkmal hochladen | Gutsscheune (Einzeldenkmal zu ID-Nr. 09232502) | Zur Rodelbahn 4a (Karte)                                                     | Um 1905                                    | Einzeldenkmal der Sachgesamtheit Rittergut Thoßfell; regionalhistorische und wissenschaftliche Bedeutung, eineinhalbgeschossig (massiv), Satteldach | 09232516 |
| Weitere Bilder                          | Rittergut Thoßfell (Sachgesamtheit) | Zur Talsperre 6 (Hauptstraße 2, 2a, 2b, 2c; Zur Rodelbahn 2, 2b, 4a) (Karte) | Ende 18. Jahrhundert und später            | Sachgesamtheit Rittergut Thoßfell, bestehend aus folgenden Einzeldenkmalen: Herrenhaus (siehe Einzeldenkmal Obj. 09302177, Zur Talsperre 6) und Wirtschaftshof (siehe Einzeldenkmal 09232516, Hauptstraße 2–2c), bestehend aus zwei Wirtschaftsgebäuden, zwei Einfriedungen jeweils mit Toreinfahrt und Pforte (Hauptstraße 2, 2c, 2a, 2b), Torhaus (Zur Rodelbahn 2, 2b) und einer Gutsscheune (Zur Rodelbahn 4a) sowie dem Gutspark; barockes Ensemble von baugeschichtlicher und ortsgeschichtlicher Bedeutung. Dreiseitige Anlage mit zwei seitlichen Wirtschaftsgebäuden (Mansarddach), Stallgebäude, angrenzender Wirtschaftshof mit Tordurchfahrt (siehe unter Hauptstraße 2c), dahinterliegender Landschaftspark mit altem Gehölzbestand, 1920 Erneuerung, Umbauten 1945, 1969 Renovierung | 09232502 |
|                                         | Herrenhaus eines ehemaligen Rittergutes (Einzeldenkmal zu ID-Nr. 09232502) | Zur Talsperre 6 (Karte)                                                      | Ende 18. Jahrhundert                       | Einzeldenkmal der Sachgesamtheit Rittergut Thoßfell; stattlicher barocker Putzbau mit Mansarddach, zur Hauptstraße hoher Giebel mit Dachreiter, regionalhistorische und wissenschaftliche Bedeutung. Zwei Geschosse, Mansardwalmdach mit Schieferdeckung, hoher Giebel mit Dachreiter, Mittelrisalit und vorgelagerte Terrasse. | 09302177 |
| Direkt Bild zu diesem Denkmal hochladen | Friedhof Thoßfell (Sachgesamtheit) | Zur Talsperre 33 (nahe) (Karte)                                              | Um 1958                                    | Neuanlage aus der Mitte des 20. Jahrhunderts von regionalhistorischer Bedeutung. Vor Überflutung des Friedhofes durch den Bau der Talsperre Pöhl wurde ein neuer Friedhof für Thoßfell angelegt. Dem Friedhof liegt eine Planung des Architekten Rüdiger Brinkkötter zu Grunde, der auch die Friedhöfe in Jocketa und Neuensalz plante. Großzügige Grünanlage mit Baumgruppen und Solitärgehölzen, geschwungene Kieswege mit Theumaer Schieferplatten eingefasst, ebenso Böschungsmauern und kleiner Brunnen aus Theumaer Schiefer. - Friedhofskapelle: rechteckiger Grundriss, Satteldach mit Schieferdeckung, Dachreiter mit nachträglich aufgehängter Glocke, fünf hohe Segmentbogenfenster an beiden Traufseiten, Eingang Giebelseite mit geschwungenem Betondach auf Eisenstützen, darüber Mosaik-Lebensbaum, im Inneren gebrannter und glasierter Ziegelfußboden, Ziergitter vor den Fenstern - Nebengebäude: gleiche Bauweise - Einfriedung: teilweise Bruchsteinmauer aus Theumaer Schieferplatten oder Jägerzaun mit gemauerten Pfeilern, Eisentor und Pforte | 09247857 |

## Voigtsgrün
| Bild                                    | Bezeichnung                                              | Lage                           | Datierung           | Beschreibung | ID       |
| --------------------------------------- | -------------------------------------------------------- | ------------------------------ | ------------------- | --- | -------- |
| Direkt Bild zu diesem Denkmal hochladen | Kriegerdenkmal für die Gefallenen des Ersten Weltkrieges | Dorfring 2 (gegenüber) (Karte) | Nach 1918           | Ortsgeschichtlich von Bedeutung. Inschrift: „Es starben für uns im Weltkrieg 1914–1918 ...“ (und drei Namen mit Gefallenendatum). Granitstein als monolithische Stele mit Bronzekreuz und Steintafel (schwedischer Marmor, schwarz), Schrift poliert auf rauem Grund. | 09232432 |
| Direkt Bild zu diesem Denkmal hochladen | Kreuzstein                                               | Dorfring 2 (gegenüber) (Karte) | 15./16. Jahrhundert | Heimatgeschichtlich von Bedeutung, Granit mit eingeschlagenem schmalen Kreuz | 09232433 |

## Zobes
| Bild                                    | Bezeichnung                                                        | Lage                             | Datierung              | Beschreibung | ID       |
| --------------------------------------- | ------------------------------------------------------------------ | -------------------------------- | ---------------------- | --- | -------- |
| Direkt Bild zu diesem Denkmal hochladen | Wohnhaus mit Hofgebäude                                            | Altmannsgrüner Straße 1 (Karte)  | 1920er Jahre           | Im traditionalistischen Stil der 1920er Jahre, baugeschichtliche Bedeutung. - Wohnhaus: Putzfassade, Windfangtür und Eingangstür, Tonnengewölbe, Sockel Quadermauerwerk mit Bosse, Eckerker im Obergeschoss, Fensterläden, Treppenaufgang - Hofgebäude: eingeschossig mit Zeltdach | 09232505 |
| Direkt Bild zu diesem Denkmal hochladen | Wohnstallhaus eines Bauernhofes                                    | Altmannsgrüner Straße 14 (Karte) | Anfang 19. Jahrhundert | Einfaches eingeschossiges Wohnstallhaus mit baugeschichtlichen Besonderheiten (Lehmwände, Umschrot). Im Giebel Fachwerk, Satteldach, rückseitig Schleppgaupe. | 09232508 |
| Direkt Bild zu diesem Denkmal hochladen | Zwei Pechpfannen                                                   | Am Dorfring (Karte)              | 19. Jahrhundert        | Granittröge zur Gewinnung von Pech, heimatgeschichtlich von Bedeutung. Mit je einem Schild „Pechpfanne / Zobes im 2933Vogtl. / restauriert 1976 (od.1978)“. | 09232933 |
| Direkt Bild zu diesem Denkmal hochladen | Kriegerdenkmal für die Gefallenen des Ersten Weltkrieges           | Am Dorfring 1 (bei) (Karte)      | Nach 1918              | Ortsgeschichtlich von Bedeutung, Bruchstein, Gusseisen | 09232506 |
| Direkt Bild zu diesem Denkmal hochladen | Ehemaliges Herrenhaus („Schlössel“) und Schafstall des Rittergutes | Am Dorfring 12 (Karte)           | 18. Jahrhundert        | Bauliche Besonderheiten, Wohnhaus Obergeschoss Fachwerk und hohes Walmdach, Schafstall mit Bohlenwänden, baugeschichtliche und ortshistorische Bedeutung. Verwalterhaus mit zwei Geschossen, Erdgeschoss Bruchstein verputzt, Granittürgewände, schmiedeeiserne Fenstergitter, Holztraufe, Obergeschoss Fachwerk, Fenster denkmalgerecht saniert, Gaupen vergrößert, Schafstall (Bohlenwände). | 09232507 |

## Tabellenlegende
- Bild: Bild des Kulturdenkmals, ggf. zusätzlich mit einem Link zu weiteren Fotos des Kulturdenkmals im Medienarchiv Wikimedia Commons. Wenn man auf das Kamerasymbol klickt, können Fotos zu Kulturdenkmalen aus dieser Liste hochgeladen werden:
- Bezeichnung: Denkmalgeschützte Objekte und ggf. Bauwerksname des Kulturdenkmals
- Lage: Straßenname und Hausnummer oder Flurstücknummer des Kulturdenkmals. Die Grundsortierung der Liste erfolgt nach dieser Adresse. Der Link (Karte) führt zu verschiedenen Kartendiensten mit der Position des Kulturdenkmals. Fehlt dieser Link, wurden die Koordinaten noch nicht eingetragen. Sind diese bekannt, können sie über ein Tool mit einer Kartenansicht einfach nachgetragen werden. In dieser Kartenansicht sind Kulturdenkmale ohne Koordinaten mit einem roten bzw. orangen Marker dargestellt und können durch Verschieben auf die richtige Position in der Karte mit Koordinaten versehen werden. Kulturdenkmale ohne Bild sind an einem blauen bzw. roten Marker erkennbar.
- Datierung: Baubeginn, Fertigstellung, Datum der Erstnennung oder grobe zeitliche Einordnung entsprechend des Eintrags in der sächsischen Denkmaldatenbank
- Beschreibung: Kurzcharakteristik des Kulturdenkmals entsprechend des Eintrags in der sächsischen Denkmaldatenbank, ggf. ergänzt durch die dort nur selten veröffentlichten Erfassungstexte oder zusätzliche Informationen
- ID: Vom Landesamt für Denkmalpflege Sachsen vergebene, das Kulturdenkmal eindeutig identifizierende Objekt-Nummer. Der Link führt zum PDF-Denkmaldokument des Landesamtes für Denkmalpflege Sachsen. Bei ehemaligen Kulturdenkmalen können die Objektnummern unbekannt sein und deshalb fehlen bzw. die Links von aus der Datenbank entfernten Objektnummern ins Leere führen. Ein ggf. vorhandenes Icon  führt zu den Angaben des Kulturdenkmals bei Wikidata.